# ويليام إيفانز هال
ويليام إيفانز هال (بالإنجليزية: William Evans Hall)‏ هو عسكري أمريكي، ولد في 22 أكتوبر 1907 في ماكالستر في الولايات المتحدة، وتوفي في 30 مايو 1984.